# David Warner (krykiecista)
David Warner (ur. 27 października 1986 w Sydney) – australijski krykiecista, leworęczny odbijający znany ze swojego niezwykle agresywnego stylu gry.  Po raz pierwszy powołany do reprezentacji Australii do meczu Twenty20 przeciwko Południowej Afryce 11 stycznia 2009.
Warner ma tylko 170 cm wzrostu, ale jest niezwykle silnym, agresywnym odbijającym, jako jeden z pierwszych krykiecistów zaczął używać tzw. "two-sided bat" do odbijania piłki.  W lidze australijskiej gra w drużynie Nowej Południowej Walii, gra także w Indian Premier League w drużynie Delhi Daredevils.